# 청자상감연국모란문과형주자
청자상감연국모란문과형주자(靑磁象嵌蓮菊牡丹文瓜形注子)는 상감기법으로 연꽃과 국화, 모란의 가지 무늬를 새겨 넣은, 참외 모양의 고려청자 주전자이다. 2008년 8월 5일 전라남도의 유형문화재 제292호로 지정되어 전라남도 강진군 강진청자박물관에 있었으나, 소재지 및 소유자 변경(관외, 서울)으로 2018년 4월 19일 문화재 지정이 해제되었다.

## 개요
참외와 같은 몸체에 세로로 골을 낸 후 물을 따르는 주구와 물을 담는 수구, 손잡이를 갖춘 주자이다. 크기와 유약의 투명도, 전체적인 조형성과 정교한 상감 기법 등 모든 면에서 매우 우수하다. 몸체의 굴곡진 부분은 12개의 면으로 나누어 각각의 면을 따라 연꽃 가지, 국화꽃 가지, 모란꽃 가지 등을 세로로 길게 상감하였다. 주구는 연잎을 말아 붙인 것처럼 조각하고 여러 개의 가로 선을 새겨 사실감 있게 묘사하였으며, 손잡이에는 세로로 선을 그어 굴곡지게 만들어 붙였다. 태토와 유약은 정제되어 곱지만, 바닥 면에 부분적으로 유약이 산화되어 녹갈색을 띠기도 한다. 굽바닥의 유약을 닦아낸 후 6곳에 거친 내화토 비짐을 받쳐 구웠다.

## 같이 보기
- 고려청자

## 주해
1. ↑  상감 (象嵌)은 주어진 표면위에 무늬나 문양을 파낸 후 거기에 다른 색깔의 재료를 넣어 장식하는 기법이다.